# Ioan Suciu
Ioan Suciu (4. prosince 1907, Blaj – 27. června 1953, Sighetu Marmației) byl rumunský řeckokatolický duchovní, apoštolský administrátor archieparchie Făgăraș a Alba Iulia a titulární biskup z Moglena. Katolická církev jej uctívá jako blahoslaveného mučedníka.

## Život
Narodil se dne 4. prosince 1907 v Blaji rodičům Vasile Suciu a Marii, rozené Coltor. Jeho otec byl řeckokatolický kněz. Jeho bratr Gheorghe Claudiu Suciu se stal později významným chemikem. V Blaji také absolvoval základní i střední studium. Roku 1925 odjel studovat do Říma, kde později získal doktorát z filosofie a z teologie.
Dne 29. listopadu 1931 byl v Římě vysvěcen na kněze. Poté se vrátil do Blaje, kde vyučoval na různých školách. Dne 25. května 1940 jej papež Pius XII. jmenoval pomocným biskupem velkovaradínské eparchie a titulárním biskupem diecéze Moglena. Biskupské svěcení přijal dne 22. července 1940 od biskupa bl. Valeriu Traian Frențiu. Spolusvětitely byli biskupové bl. Iuliu Hossu a bl. Ioan Bălan. Roku 1947 byl jmenován apoštolským administrátorem archieparchie Fagaras a Alba Iulia.
Dne 28. října 1948 byl poté, co komunistická vláda zrušila rumunskou řeckokatolickou církev zatčen a spolu s ostatními duchovními, kteří odmítli přestoupit do rumunské pravoslavné církve, ovládané státní mocí nucen žít v internaci (nucených pobytech).
V říjnu roku 1950 byl převezen do věznice v Sighetu Marmației. Zde také při pobytu na samotce dne 27. června 1953 zemřel.

## Úcta
Jeho beatifikační proces byl zahájen dne 28. ledna 1997, čímž obdržel titul služebník Boží. Dne 19. března 2019 podepsal papež František dekret o jeho mučednictví.
Blahořečen byl spolu s několika dalšími rumunskými biskupy a mučedníky dne 2. června 2019 ve městě Blaj. Obřadu předsedal během své návštěvy Rumunska papež František.
Jeho památka je připomínána 2. června. Je zobrazován v biskupském rouchu.